# Lanová dráha Jáchymov – Klínovec
Sedačková lanová dráha Jáchymov – Klínovec je lanová dráha vedoucí na nejvyšší vrchol Krušných hor, provozovatelem je společnost Lanová dráha Klínovec, jejímž stoprocentním vlastníkem je od roku 2005 Petr Šolc. Původní jednosedačková lanovka byla zprovozněna v roce 1965, v polovině 80. let 20. století byla rekonstruována. V roce 2014 byla nahrazena čtyřsedačkovou lanovku.

## Historie
Lanová dráha na Klínovec byla zprovozněna v roce 1965. Jedná se o jednu ze tří lanovek zprovozněných v dnešním Česku během 60. let 20. století. Dodavatelem dráhy byl národní podnik Transporta Chrudim, který použil osvědčenou vlastní konstrukci jednosedačkové lanovky s nízkou rychlostí. Dolní stanice se nachází v lesním údolí, přibližně 3 km od Jáchymova.
V polovině 80. let byla dráha rekonstruována. V roce 1985 proběhla výměna napínacího lana a kladek, o rok později byly vyměněny sedačky.
V roce 2006 vypukl spor mezi dosavadním provozovatelem, firmou Lanová dráha Klínovec a Ski areálem Jáchymov – Klínovec, který podepsal 12. října 2006 nájemní smlouvu s městem Jáchymov o pronájmu lanovky. Město Jáchymov odstoupilo od smlouvy se společností Lanová dráha Klínovec, neboť tato firma dlouhodobě nehradila nájem. Nové vedení města ale smlouvu se Ski areálem zrušilo a společnost Lanová dráha Klínovec je nadále provozovatelem lanovky, přičemž nájemní smlouva vypršela v říjnu 2013.
Delší dobu se uvažovalo o stavbě nové lanovky. V lednu 2013 již byly postaveny podpěry pro novou čtyřsedačkovou dráhu. Původní lanovka byla naposledy v provozu 26. října 2014, nová byla slavnostně zprovozněna 6. prosince téhož roku a do pravidelného provozu byla dána 25. prosince 2014.
Nová lanovka je vedena v mírně odlišné trase než původní. Na obou koncích byla lanovka mírně prodloužena. Nová horní stanice je vzdálena přibližně 160 metrů od původní horní stanice, která se nacházela pod dnešní restaurací U Staré lanovky. V horní části je nová lanovka od trasy původní lanovky vzdálená asi 40 metrů, v dolní části již asi 190 metrů jihojihovýchodně. Nová dolní stanice je od původní vzdálena asi 420 metrů vzdušnou čarou.

## Technické parametry

### Původní lanovka
Jednalo se o osobní visutou jednolanovou dráhu oběžného systému s pevným uchycením jednomístných sedaček. Byla dlouhá 1685 m (vodorovná délka činila 1630 m) a překonávala převýšení 428 m. Dolní stanice Jáchymov (někdy uváděno i Černý potok) ležela v 802 m n. m., horní stanice Klínovec měla nadmořskou výšku 1230 m. Dopravní rychlost činila 2,2 m/s, hodinová přepravní kapacity v jednom směru byla 234 cestujících, jízda trvala 12,8 minuty. Na dráze se nacházelo 110 jednomístných sedaček a 25 podpěr (jedna tlačná, ostatní nosné). Výrobcem byla Transporta Chrudim.

### Nová lanovka

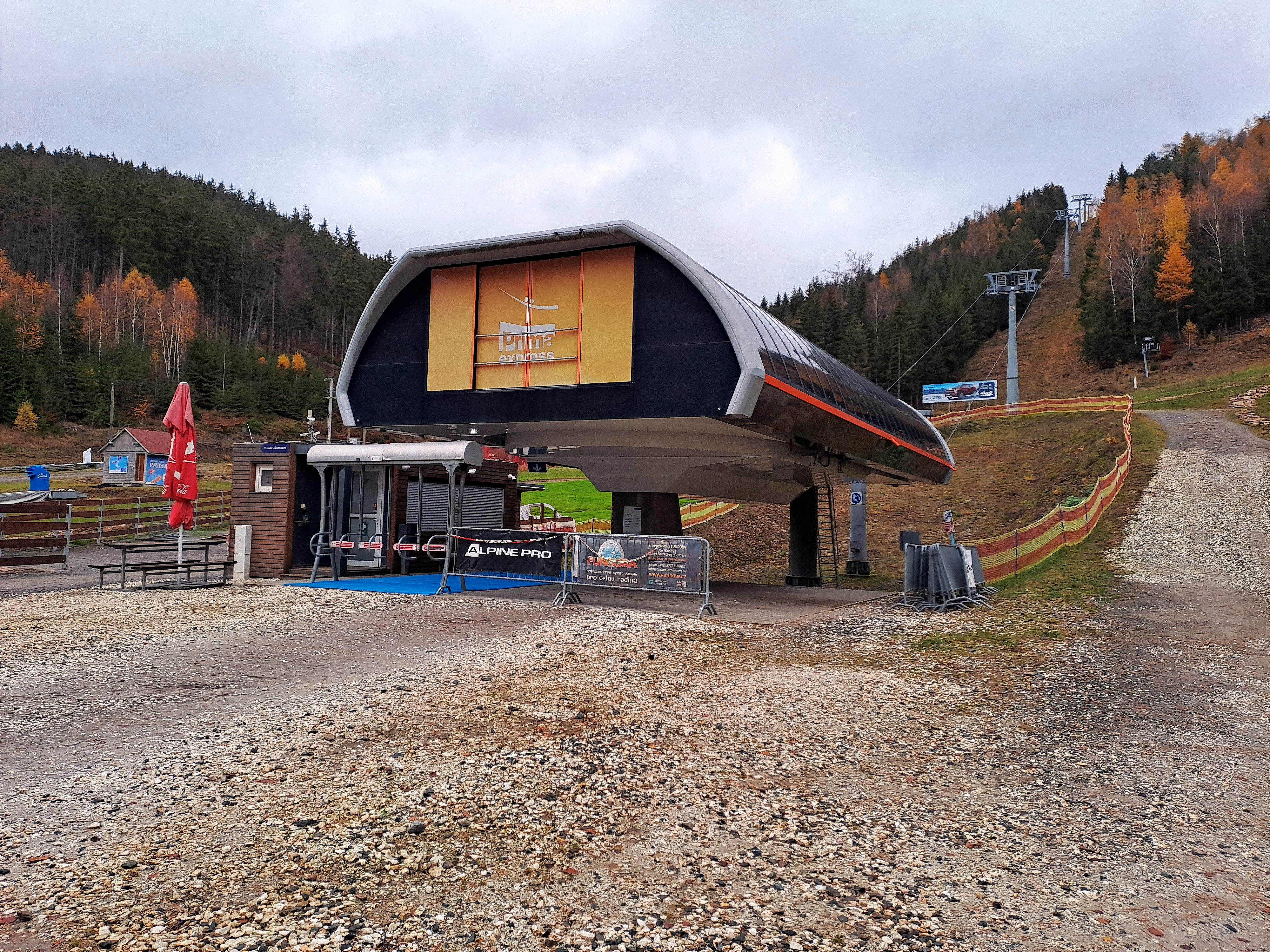
Dolní stanice (2023)

Jde o osobní visutou jednolanovou dráhu oběžného systému s odpojitelným uchycením čtyřmístných sedaček s oranžovými bublinami. Je dlouhá 2168 m (vodorovná délka činí 2104 m) a překonává převýšení 481 m. Dolní stanice Jáchymov leží v 752 m n. m., horní stanice Klínovec má nadmořskou výšku 1233 m. Dopravní rychlost činí 5,0 m/s, hodinová přepravní kapacity v jednom směru je 2400 cestujících, jízda trvá 7,5 minuty. Na dráze se nachází 151 čtyřmístných sedaček a 19 podpěr (dvě tlačné, ostatní nosné). Výrobcem je Doppelmayr.

## Provoz
Lanovka na Klínovec je v provozu celoročně, výjimkou je měsíc listopad, kdy je prováděna pravidelná údržba dráhy. V letní sezóně (květen – říjen) jezdí od 10 hod do 17 hod každý den mimo pondělí. V červenci a srpnu je provoz rozšířen na celotýdenní v rozmezí 10–18 hod. V zimní sezóně je v provozu dle sněhové pokrývky (souběžně s lanovkou vede sjezdová trať), v dubnu bývá v provozu pouze o víkendech (během týdne probíhají opravy a revize). Jedna jízda v roce 2009 stála 50 Kč, je možné zakoupit i výhodnější jízdenky na více jízd, existuje i sleva pro děti. Je možné přepravovat i jízdní kola.